# Aspidontus
Aspidontus è un genere di blennidi.

## Specie
- Aspidontus dussumieri
- Aspidontus taeniatus Quoy & Gaimard, 1834
- Aspidontus tractus